# Padunia obpyriformis
Padunia obpyriformis là một loài Trichoptera trong họ Glossosomatidae. Chúng phân bố ở miền Cổ bắc.